# 9mm Winchester Magnum
O cartucho 9 mm Winchester Magnum (9x29mm - designação métrica) foi desenvolvido pela Winchester, no final da década de 1970, para pistolas de fogo central. O objetivo do desenvolvimento do cartucho foi o de duplicar comparativamente a performance do .357 Magnum.
O primeira arma desenvolvida para esse calibre foi a pistola Wildey. Desde então, a Thompson/Center tem produzido canos para esse calibre; e a AMT, para
a AutoMag III, todavia o cartucho nunca alcançou a popularidade desejada, podendo ser considerado atualmente como obsoleto.